# Philippe Alliot
Philippe Alliot (Voves, Eure et Loir, 27 de julio de 1954) es un expiloto francés de automovilismo de los años 1980 y 1990. Participó en 116 Grandes Premios de Fórmula 1, debutando el 25 de marzo de 1984, y logró un total de 7 puntos.

## Carrera
Antes de dar el salto a Fórmula 1, compitió en Fórmula Renault durante los años 1976 a 1978, logrando el título en este último. También ganó el Campeonato de Francia de Fórmula Renault y participó en la Fórmula 3 francesa y europea. En 1983, fue tercero en las 24 Horas de Le Mans junto a Michael y Mario Andretti al volante de un Kremer Porsche.
Su mejor resultado en un gran premio lo logró en San Marino en 1993, al finalizar 5.º.
Tras anunciar su retiro de Fórmula 1 hacia finales del año 1994, siguió un año más como probador en McLaren-Peugeot en la siguiente temporada, reemplazó al suspendido piloto finlandés Mika Häkkinen en Hungría 1994, y reemplazo parcial en Larrousse F1 en el Gp de Bélgica en Spa Francorchamps del 28 de agosto de 1994 en reemplazo del monegasco Olivier Beretta luego dio punto final a las competencias de monoplazas. A finales de 1995 dio punto final a su carrera deportiva, e intentó iniciar una carrera política, fue comentarista de televisión, compitió en diversas pruebas como el Rally Dakar y, finalmente, fundó su propio equipo de GT.

## Resultados

### Fórmula 1
(Clave) (negrita indica pole position) (cursiva indica vuelta rápida)

| Año     | Equipo                      | 1       | 2       | 3       | 4       | 5       | 6       | 7       | 8       | 9       | 10       | 11      | 12      | 13      | 14      | 15      | 16      | Pos. | Puntos |
| ------- | --------------------------- | ------- | ------- | ------- | ------- | ------- | ------- | ------- | ------- | ------- | -------- | ------- | ------- | ------- | ------- | ------- | ------- | ---- | ------ |
| 1984    | Skoal Bandit Formula 1 Team | BRA Ret | RSA Ret | BEL DNQ | SMR Ret | FRA Ret | MON DNQ | CAN 10  | USE Ret | USA DNS | GBR Ret  | GER Ret | AUT 11  | NED 10  | ITA Ret | EUR Ret | POR Ret | NC   | 0      |
| 1985    | Skoal Bandit Formula 1 Team | BRA 9   | POR Ret | SMR Ret | MON DNQ | CAN Ret | USE Ret | FRA Ret | GBR Ret | GER Ret | AUT Ret  | NED Ret | ITA Ret | BEL Ret | EUR Ret | RSA     | AUS     | NC   | 0      |
| 1986    | Equipe Ligier               | BRA     | ESP     | SMR     | MON     | BEL     | CAN     | DET     | FRA     | GBR     | GER Ret  | HUN 9   | AUT Ret | ITA Ret | POR Ret | MEX 6   | AUS 8   | 18.º | 1      |
| 1987    | Larrousse Calmels           | BRA DNP | SMR 10  | BEL 8   | MON Ret | USE Ret | FRA Ret | GBR Ret | GER 6   | HUN Ret | AUT 12   | ITA Ret | POR Ret | ESP 6   | MEX 6   | JPN Ret | AUS Ret | 17.º | 3      |
| 1988    | Larrousse Calmels           | BRA Ret | SMR 17  | MON Ret | MEX Ret | CAN 10  | USE Ret | FRA Ret | GBR 14  | GER Ret | HUN 12   | BEL 9   | ITA Ret | POR Ret | ESP 14  | JPN 9   | AUS 10  | NC   | 0      |
| 1989    | Equipe Larrousse            | BRA 12  | SMR Ret | MON Ret | MEX NC  | USA Ret | CAN Ret | FRA Ret | GBR Ret | GER Ret | HUN DNPQ | BEL 16  | ITA Ret | POR 9   | ESP 6   | JPN Ret | AUS Ret | 26.º | 1      |
| 1990    | Ligier Gitanes              | USA Ex  | BRA 12  | SMR 9   | MON Ret | CAN Ret | MEX 18  | FRA 9   | GBR 13  | GER DSQ | HUN 14   | BEL DNQ | ITA 13  | POR Ret | ESP Ret | JPN 10  | AUS 11  | NC   | 0      |
| 1993    | Larrousse F1                | RSA Ret | BRA 7   | EUR Ret | SMR 5   | ESP Ret | MON 12  | CAN Ret | FRA 9   | GBR 11  | GER 12   | HUN 8   | BEL 12  | ITA 9   | POR 10  | JPN     | AUS     | 17.º | 2      |
| 1994    | Marlboro McLaren Peugeot    | BRA     | PAC     | SMR     | MON     | ESP     | CAN     | FRA     | GBR     | GER     | HUN Ret  |         |         |         |         |         |         | NC   | 0      |
| 1994    | Tourtel Larrousse F1        |         |         |         |         |         |         |         |         |         |          | BEL Ret | ITA     | POR     | EUR     | JPN     | AUS     | NC   | 0      |
| Fuente: |                             |         |         |         |         |         |         |         |         |         |          |         |         |         |         |         |         |      |        |

### Rally Dakar
| Año     | Categoría | Vehículo      | Posición | Etapas |
| ------- | --------- | ------------- | -------- | ------ |
| 1993    | Coches    | Mercedes Benz | Ret.     | -      |
| 1995    | Motos     | Yamaha        | Ret.     | -      |
| 1997    | Coches    | Nissan Patrol | 21.º     | -      |
| 1998    | Coches    | Nissan Patrol | 6.º      | -      |
| 2000    | Coches    | Mercedes Benz | Ret.     | -      |
| Fuente: |           |               |          |        |